# 氯化铁
氯化铁（FeCl3）又称三氯化铁，是三价铁的氯化物。它易潮解，在潮湿的空气会水解，溶于水时会释放大量热，并产生咖啡色的酸性溶液。这个溶液可蚀刻铜制的金属，甚至不锈钢。
无水的氯化铁是很强的路易斯酸，可用作有机合成的催化剂。啡黄色的六水物是氯化铁常见的商业制品，其结构为[FeCl2(H2O)4]Cl·2H2O（参见三氯化铬）。
加热至约315℃，氯化铁便熔化，然后变成气态。气体内含有一些Fe2Cl6（参见氯化铝），会渐渐分解成氯化亚铁（FeCl2）和氯气（Cl2）。

## 化学性质
氯化铁是颇强的路易斯酸，跟路易斯碱，例如氧化三苯基膦，可组成稳定的FeCl3(OP-Ph3)2（Ph = 苯基）。
氯化铁在盐酸中和氯又可组成FeCl4−配离子，它是黄色的，这就是工业浓盐酸显黄色的原因，可用乙醚萃取出来。
草酸根离子和氯化铁反应，可得到稳定的配位化合物如[Fe(C2O4)3]3−。
氯化铁是一般强度的氧化剂，可氧化氯化亚铜为氯化铜。还原剂如联胺，可以使氯化铁成为铁的配位化合物。

## 制取
无水物可以用元素之间化合制取：
2 Fe + 3 Cl2 → 2 FeCl3
溶液在工业上有三个制法：
1. 将磁铁矿溶入盐酸：
Fe3O4 + 8 HCl → FeCl2 + 2 FeCl3 + 4 H2O
2. 再加入氯气：
2 FeCl2 + Cl2 → 2 FeCl3

或以空气氧化FeCl2的盐酸溶液：
4 FeCl2 + O2 + 4 HCl→ 4 FeCl3 + 2 H2O
将水合物和亚硫酰氯一起加热，可得到无水物。

## 用途
最常见的用途莫过于蚀刻，特别是印刷电路板和不锈钢。不过，由于它回收困难，易污染环境，现多改用氯化铜。
它用于污水处理，以除去水中的重金属和磷酸盐。
在实验室，可用三氯化铁测试来测试酚，方法如下：准备1%氯化铁溶液，跟氢氧化钠混合，直到有少量FeO(OH)沉淀形成。过滤该混合液。将试料溶于水、甲醇或乙醇。加入混合液，若有明显的颜色转变，即酚或烯醇在试料内。
另外我们可以用它催化双氧水使其分解成氧气和水。